# Meyers 200
Die Meyers 200 ist ein einmotoriges Kleinflugzeug, das in den 1950er und 1960er Jahren in den Vereinigten Staaten produziert wurde.

## Konstruktion und Entwicklung
Die Meyers 200 ist eine Konstruktion von Al Meyers und eine Weiterentwicklung der Meyers MAC-145. Sie stellte mehrere Geschwindigkeitsrekorde in ihrer Klasse auf und verfügt über einen äußerst robusten Rumpf. Die Widerstandsfähigkeit erhält sie im Kabinenbereich durch eine Struktur aus Chrom-Molybdän-Stahlrohren, die mit Aluminium verkleidet ist. Der hintere Rumpfteil ist in Halbschalenbauweise ausgeführt.

### Übernahme durch Aero Commander
Um in den US-amerikanischen Markt mit Kleinflugzeugen einzusteigen, kaufte der Unternehmensbereich Aero Commander der North American Rockwell 1966 die Rechte an der Meyers 145 und der Meyers 200. Zu dieser Zeit hatte die Meyers 200 einen Auftritt in dem Film James Bond 007 – Man lebt nur zweimal. Es stellte sich allerdings bald heraus, dass das Unternehmen nicht in der Lage war, das Flugzeug wirtschaftlich zu produzieren. Meyers Aircraft hatte jedes Flugzeug praktisch in Handarbeit gebaut und als Aero Commander die Rechte an den Flugzeugtypen kaufte, existierten keine Anlagen oder Werkzeuge für die Massenfertigung. Nachdem Aero Commander rund vier Millionen US-Dollar ausgegeben hatte, um Flugzeuge im Wert von drei Millionen US-Dollar zu fertigen, stellte das Unternehmen die Produktion 1968 ein und verkaufte die Lizenzen an die Interceptor Corporation. Interceptor entwickelte daraus mit der Interceptor 400 eine turbopropgetriebene Version.

## Sonstiges
Keine Meyers 200D hatte je einen Unfall aufgrund von Strukturversagen. Des Weiteren war es für die Federal Aviation Administration nie nötig, eine Lufttüchtigkeitsanweisung für diese Flugzeuge herauszugeben. Der Flugzeugrumpf der Meyers 200 verhält sich bei einem Aufprall wie der Sicherheitskäfig eines Rennwagens. Bei Bruchlandungen von Meyers-Flugzeugen kamen die Insassen immer wieder mit kleinen Verletzungen davon.

## Versionen

### Meyers

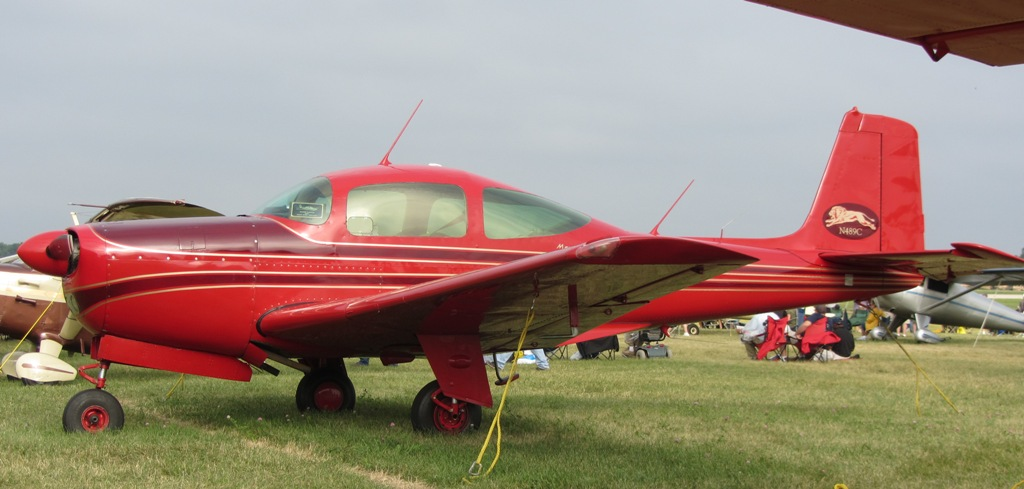
Meyers 200A

- 200 — Prototyp angetrieben von einem Continental O-470
- 200A — Serienversion mit einem Continental-IO-470-Triebwerk, elf gebaute Exemplare
- 200B — siebzehn gebaute Exemplare
- 200C — Version mit erhöhter Kopffreiheit und größerer Windschutzscheibe, neun gebaute Exemplare
- 200D — Version mit einem Continental-IO-520A-Triebwerk und versenkgenieteten Tragflächen, acht gebaute Exemplare

### Aero Commander

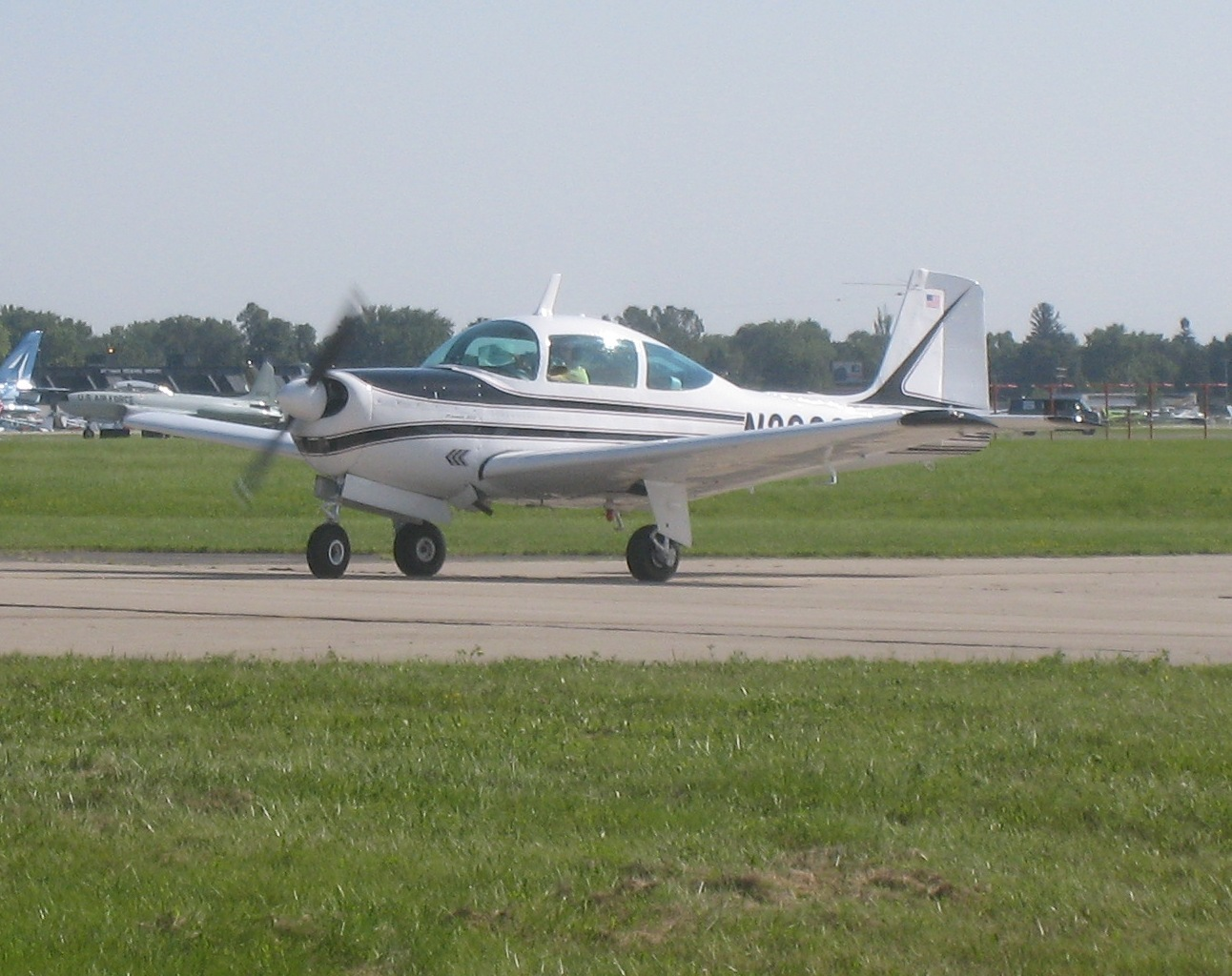
Aero Commander 200D

- 200 — Version der 200D, 77 gebaute Exemplare
- 200 — Version der 200E, ein gebauter Prototyp
- T200E — geplante zweimotorige Version, nicht gebaut

### Interceptor
- 400 — Turbopropversion der 200[4]

## Technische Daten (Meyers 200D)
| Kenngröße             | Daten               |
| --------------------- | ------------------- |
| Besatzung             | 1                   |
| Passagiere            | 3                   |
| Länge                 | 7,42 m              |
| Spannweite            | 9,3 m               |
| Höhe                  | 2,24 m              |
| Flügelfläche          | 15 m²               |
| Flügelstreckung       | 5,8                 |
| Leermasse             | 882 kg              |
| max. Startmasse       | 1364 kg             |
| Höchstgeschwindigkeit | 208 kn (385 km/h)   |
| Dienstgipfelhöhe      | 18.500 ft (5.639 m) |
| Reichweite            | 1.040 NM (1.926 km) |